# Bruicedo
Bruicedo (llamada oficialmente Santiago de Bruicedo) es una parroquia y una aldea española del municipio de Fonsagrada, en la provincia de Lugo, Galicia.

## Organización territorial
La parroquia está formada por seis entidades de población, constando cinco de ellas en el nomenclátor del Instituto Nacional de Estadística español:
- Bruicedo
- Os Carrís
- Pastoriza
- Pin
- Rieiro
- Souto

## Demografía

### Parroquia
| Gráfica de evolución demográfica de Bruicedo (parroquia) entre 2000 y 2019 |
|                                                                            |
| Datos según el nomenclátor publicado por el INE.                           |

### Aldea
| Gráfica de evolución demográfica de Bruicedo (aldea) entre 2000 y 2019 |
|                                                                        |
| Datos según el nomenclátor publicado por el INE.                       |